# یسترابی (ناحیه زلین)
یسترابی (به چکی: Jestřabí) یک منطقهٔ مسکونی در جمهوری چک است که در ناحیه زلین واقع شده‌است. یسترابی ۳٫۸۹ کیلومتر مربع مساحت و ۳۱۰ نفر جمعیت دارد و ۳۳۶ متر بالاتر از سطح دریا واقع شده‌است.